# Catação

## Definição

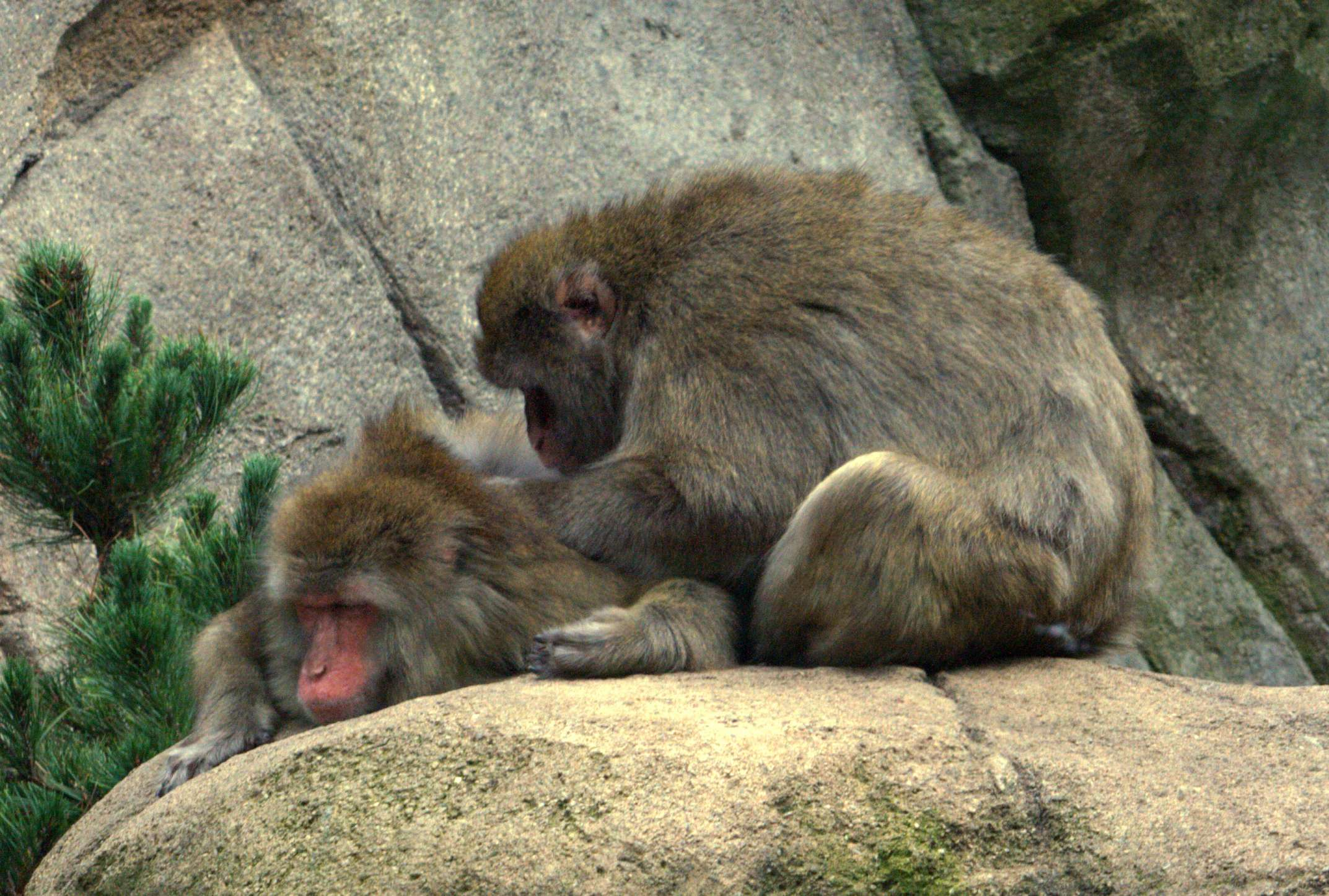
Macaco-japonês praticando a catação em outro indivíduo.

### Tradução do Inglês “grooming”
Antônio geraldo da Cunha Dicionário etimológico da língua portuguesa (2017) Cambridge English Dictionary / Dictionary.com
O termo inglês grooming possui múltiplos significados, que variam conforme o contexto. Em seu uso cotidiano, refere-se aos cuidados com a aparência pessoal, como pentear os cabelos, barbear-se ou manter a higiene do corpo. No campo da etologia, grooming designa dois tipos de comportamento distintos: personal grooming, a limpeza do próprio corpo, e social grooming, a prática em que um animal limpa outro, frequentemente associada à manutenção de vínculos sociais e ao controle de ectoparasitas.
Em português, a tradução mais precisa de grooming, no contexto zoológico, é catação. O termo deriva do verbo “catar”, com origem no latim captare, que significa recolher, apanhar ou extrair cuidadosamente. Na linguagem científica, a palavra "catação" passou a designar especificamente o comportamento de remoção de sujidades, tecidos mortos ou parasitas, praticado tanto individualmente (autocatação) quanto entre indivíduos (catação social), sendo observado em diversos grupos animais, como primatas, aves, roedores e insetos sociais.
Outro termo existente na língua portuguesa é asseio, que remete ao estado de limpeza, cuidado e ordem corporal. No entanto, esse termo possui um uso mais amplo e abstrato, sem a especificidade comportamental ou a dimensão relacional observada em social grooming. Por isso, não é o termo mais adequado para descrever os comportamentos zoológicos de catação.
O termo grooming também pode adquirir outros sentidos em inglês, como "preparar alguém para determinada função" ou, em contextos jurídicos, "estabelecer vínculo de confiança com fins manipulativos". No entanto, esses usos não se aplicam ao significado biológico abordado neste artigo.
Assim, em textos científicos e comportamentais em português, a palavra catação é a tradução mais apropriada e tecnicamente precisa de grooming, especialmente quando se trata de comportamentos observados em animais que envolvem interação social, manutenção da higiene e formação de vínculos.

## Primatas
O grooming social em primatas vai muito além da simples higiene. Trata-se de um comportamento social complexo que desempenha um papel fundamental na coesão dos grupos. Estudos indicam que a prática está diretamente associada redução dos níveis de estresse, uma vez que estimula a liberação de endorfinas e reduz o cortisol, promovendo uma sensação de bem-estar nos indivíduos envolvidos. Além disso, esse comportamento funciona como uma ferramenta essencial para o fortalecimento de vínculos sociais e o estabelecimento de alianças duradouras entre os membros do grupo. Tais alianças são especialmente importantes em espécies com estruturas sociais hierarquizadas, pois influenciam no acesso a recursos, apoio em conflitos e sucesso reprodutivo. Dessa forma, o grooming social representa um mecanismo adaptativo relevante para a estabilidade e sobrevivência dos grupos de primatas.

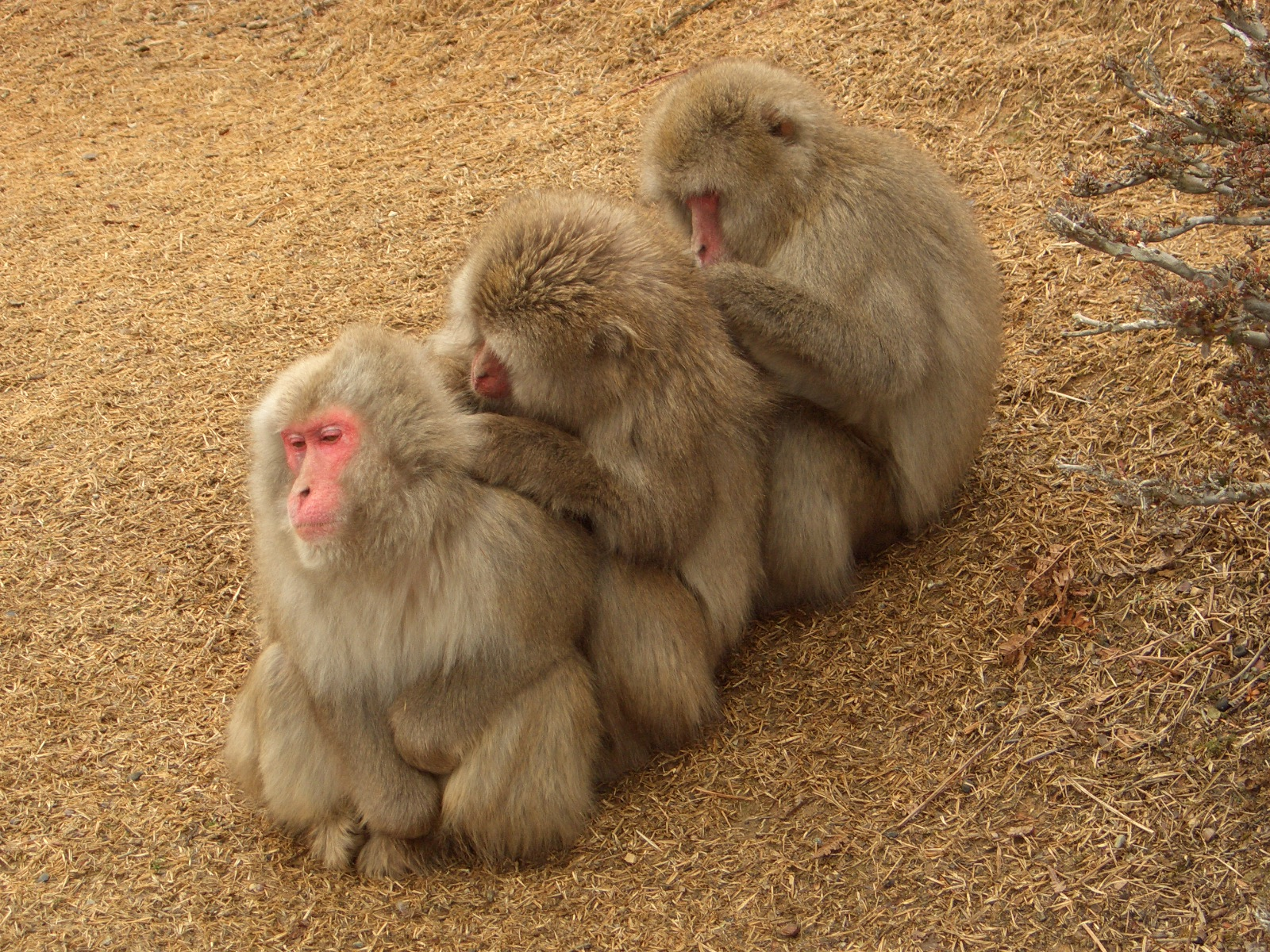

Barbary macaques (Macaca sylvanus) que realizam grooming apresentam menores níveis de cortisol tanto em dominação quanto entre subordinados, ajustando seu padrão de catação conforme o status social. Um estudo feito com estes mesmos primatas aponta que dar grooming pode reduzir mais o estresse do que receber, sugerindo que a ação tem efeito calmante emocional especialmente em quem oferece. 
Em chimpanzés selvagens (Pan troglodytes), momentos de grooming entre parceiros próximos diminuem significativamente níveis de cortisol urinário durante situações de estresse ou em repouso. 

## Ruminantes
Em bovinos, o comportamento denominado social licking (ou lambedura social, em português) exerce funções análogas às do grooming observado em primatas. Trata-se de uma interação social em que um animal lambe consistentemente o corpo de outro, geralmente em regiões de difícil acesso, como cabeça, pescoço e dorso. Essa prática tem sido amplamente documentada em rebanhos, especialmente entre novilhos, e está associada a benefícios tanto fisiológicos quanto sociais.

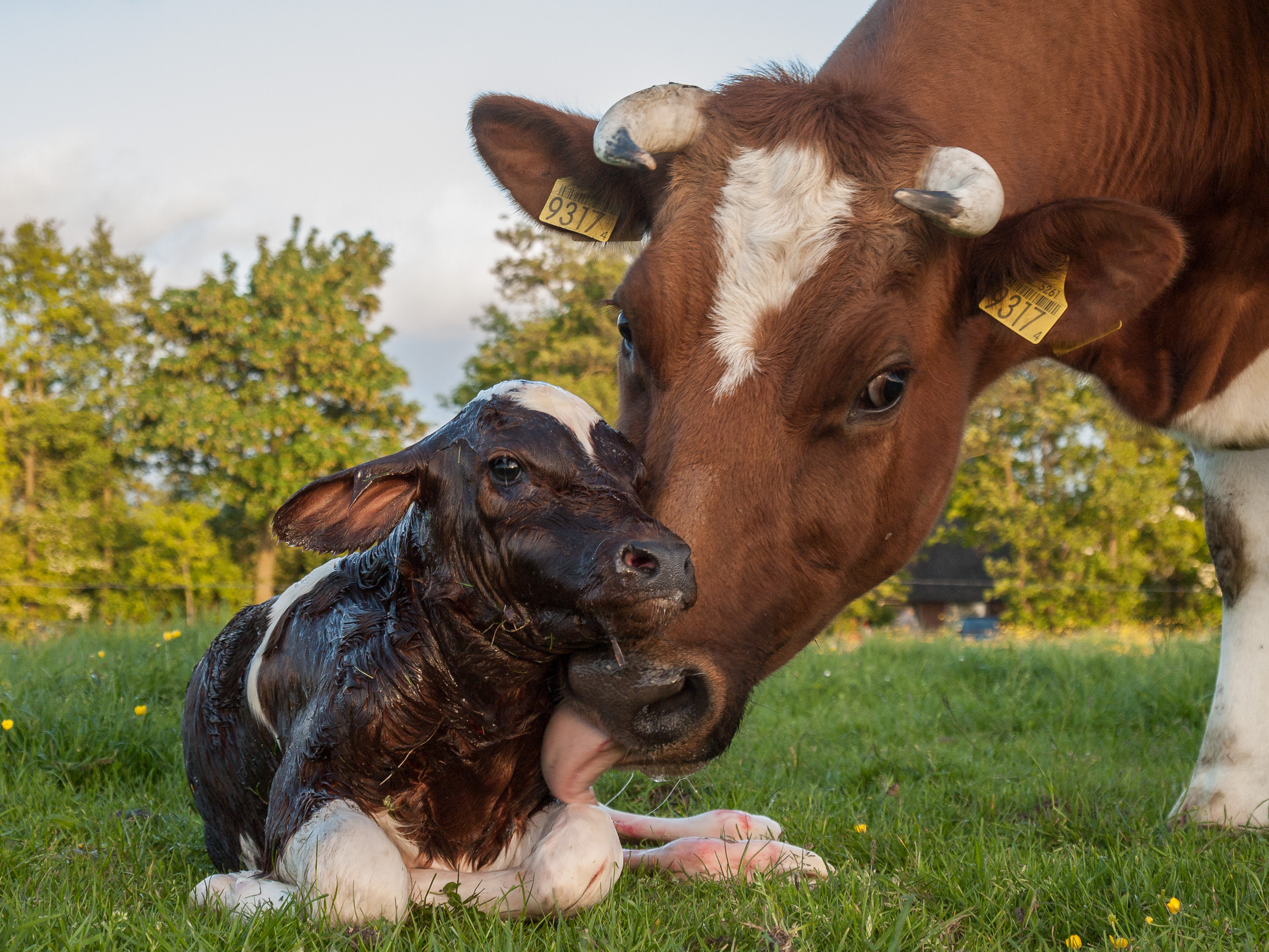
Vaca lambendo filhote recém nascido

Do ponto de vista comportamental, o social licking contribui para a diminuição de tensões dentro do grupo, promovendo a liberação de endorfinas e a redução de comportamentos agressivos, especialmente em ambientes com maior densidade populacional, como currais. Além disso, a lambida social atua como um mecanismo de reforço das relações sociais e de manutenção da coesão do grupo, o que pode impactar positivamente o bem-estar animal e até mesmo o desempenho zootécnico.
Do ponto de vista higiênico, esse comportamento auxilia na remoção de ectoparasitas, detritos e secreções, favorecendo a saúde da pele e contribuindo para a regulação térmica em certas condições ambientais. Estudos apontam que o social licking ocorre de forma seletiva, sendo mais frequente entre indivíduos com laços sociais mais estreitos, como irmãos de leite ou companheiros de lote por períodos prolongados. Também é observado que a lambida social pode servir como uma forma de mediação de conflitos ou recompensa social, ocorrendo após interações agonísticas ou como forma de evitar confrontos.

## Roedores
Uma fração relevante dos estudos sobre grooming foi realizada com roedores devido à facilidade de manipulação desses animais sociais em ambientes controlados. Ratos trocam grooming entre si com padrões de reciprocidade: indivíduos que recebem grooming tendem a fornecer grooming em retorno. Esse comportamento recíproco fortalece os vínculos sociais e contribui para a estabilidade das hierarquias dentro do grupo. Além disso, o grooming mútuo atua na regulação do estresse, promovendo efeitos calmantes que influenciam positivamente a saúde física e emocional dos animais. A compreensão desses padrões em roedores é fundamental para o estabelecimento de modelos experimentais que investigam os mecanismos neurobiológicos do comportamento social e suas disfunções. 

## Aves

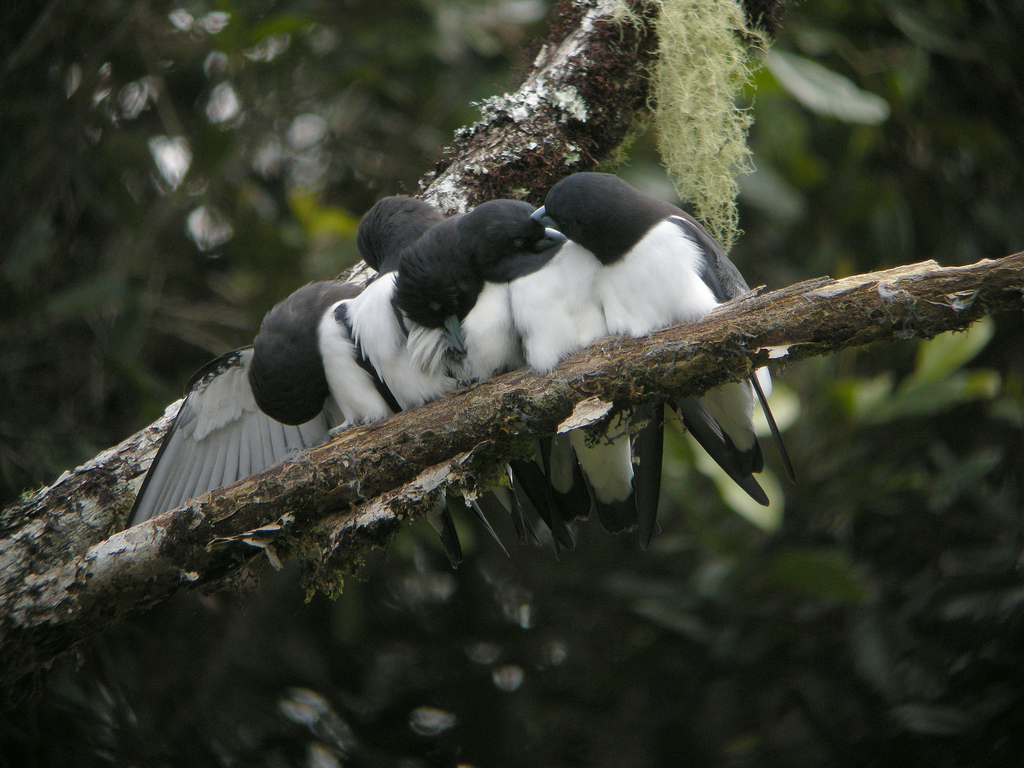

Allopreening, o equivalente ao allogrooming em aves, cobre a limpeza de partes inalcançáveis como cabeça e pescoço. É especialmente observada entre pares reprodutores ou membros de bandos grandes, contribuindo para coesão social e controle de parasitas. Espécies que praticam allopreening possuem maior probabilidade de cooperação parental no cuidado dos filhotes e de manter união de casais por diferentes temporadas de acasalamento. 

## Insetos
O hábito de grooming (tanto individual quanto social) em abelhas está fortemente associado à resistência desses insetos a parasitas como o ácaro Varroa destructor, responsável por infestações devastadoras em colméias. Portanto, nesses animais, o comportamento está diretamente relacionado à proteção da colônia contra invasores. 
Colônias de formigas demonstram grooming cooperativo para controle de patógenos: formigas saudáveis reconhecem e limpam indivíduos contaminados por esporos, contribuindo para a imunidade social do grupo. Esse comportamento seletivo já foi documentado em várias espécies como parte de um sistema complexo de proteção coletiva. 
Em insetos não sociais, o autogrooming é observado, estando frequentemente relacionado à remoção de ectoparasitas e limpeza de estruturas sensoriais. Em baratas, por exemplo, foi verificado que a limpeza das antenas (órgãos que apresentam função quimiorreceptora) facilita a localização de parceiros reprodutivos. 

## Interação Interespecífica

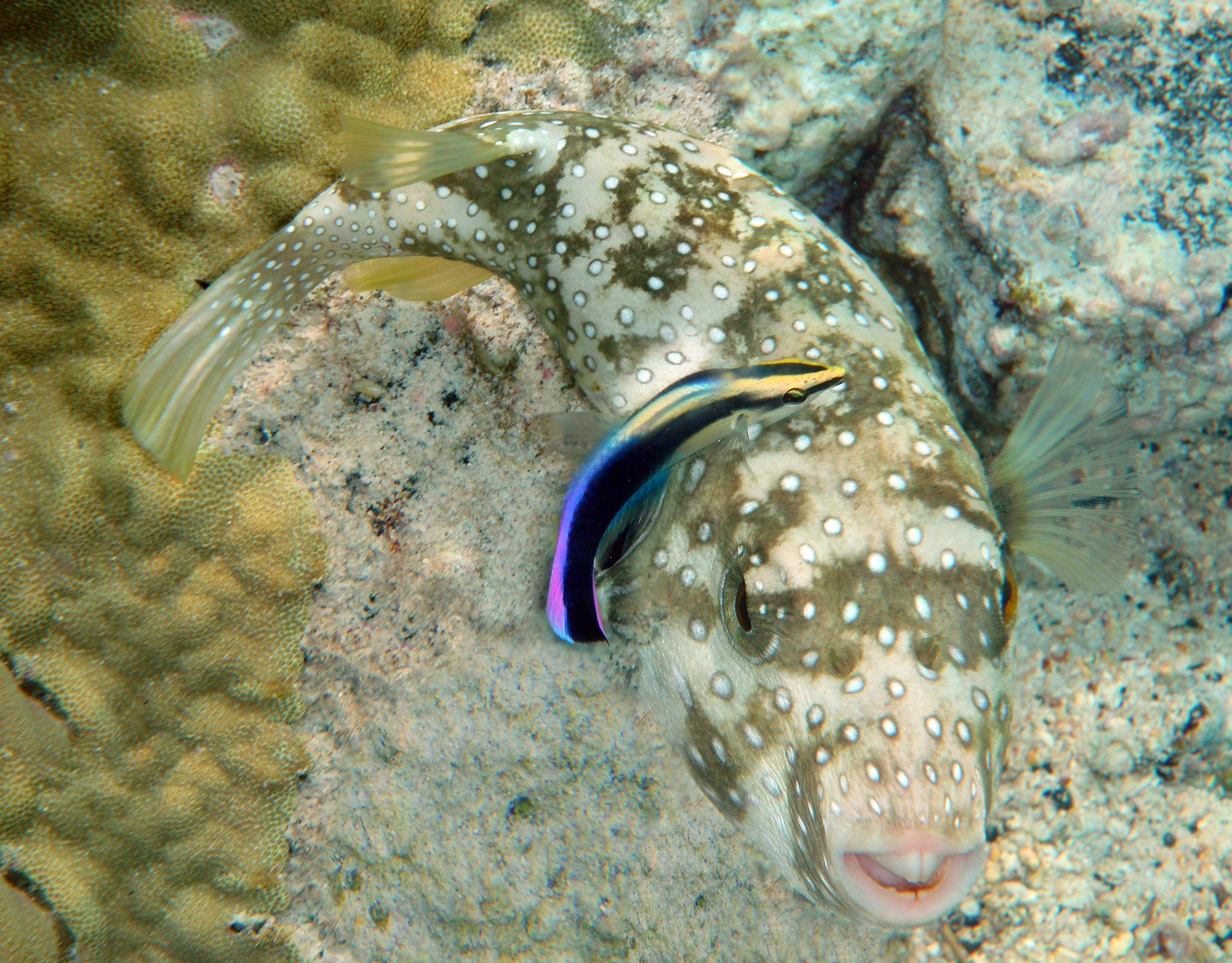

Entre espécies distintas, o mutualismo de limpeza é bem documentado: peixes-limpadores, como os dos gêneros Bodianus e Labroides, removem ectoparasitas, tecido morto e muco em excesso da superfície de peixes maiores, o que resulta em benefícios para ambos os envolvidos. Os peixes-clientes têm sua saúde cutânea melhorada e sua carga parasitária reduzida, enquanto os limpadores obtêm alimento a partir do material removido.

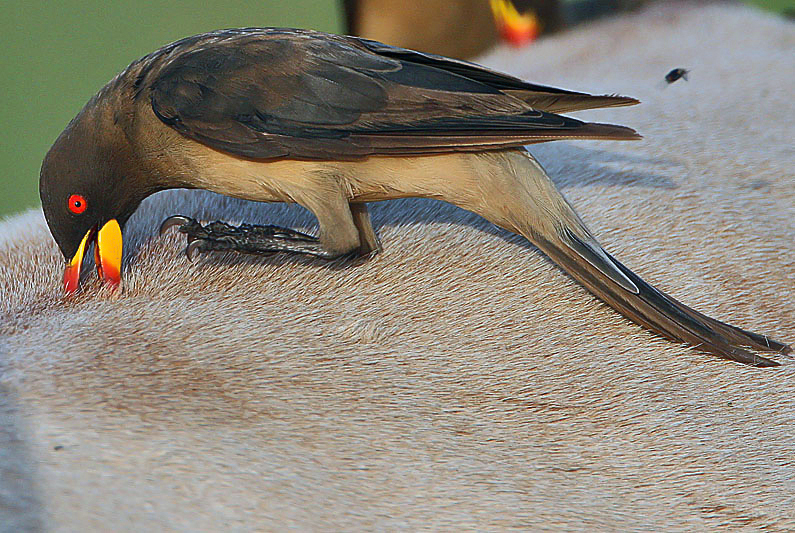

Esse tipo de interação não se limita aos ambientes marinhos. Em ecossistemas terrestres, aves como o Buphagus (pássaro-pica-boi) alimentam-se de carrapatos e outros ectoparasitas sobre grandes mamíferos, como búfalos e rinocerontes, também promovendo um tipo de mutualismo de limpeza. Em alguns casos, primatas também permitem que animais de outras espécies realizem grooming.
Além dos benefícios físicos diretos, essas interações podem promover tolerância social entre espécies, reduzir comportamentos agressivos e até atuar como indicadores de integridade ecológica em determinados habitats. A existência de verdadeiros “postos de limpeza”, como ocorre em recifes de coral com a concentração de espécies limpadoras que são visitadas por indivíduos maiores, evidencia o quanto esse comportamento é estável, previsível e vantajoso. O mutualismo de limpeza destaca-se, assim, como um exemplo sofisticado de cooperação interespecífica que combina higiene, comunicação e interdependência ecológica. 

## Altruísmo e reciprocidade
O grooming social envolve investimento considerável de tempo, atenção e energia, o que o caracteriza como um comportamento potencialmente altruísta. Do ponto de vista evolutivo, ele se encaixa no conceito de altruísmo recíproco, no qual um indivíduo oferece um benefício imediato a outro, como limpeza, redução de estresse ou conforto, com a expectativa de receber um retorno no futuro.
Em primatas, esse comportamento vai além da simples higiene: a troca de grooming opera como uma “moeda social”. Indivíduos que oferecem grooming aumentam a probabilidade de receber apoio em conflitos, formar alianças duradouras, obter tolerância de dominantes e até garantir acesso privilegiado a recursos limitantes, como alimento ou parceiros sexuais. Assim, o grooming se torna parte de uma rede estratégica de trocas sociais que sustentam a estabilidade do grupo e o sucesso individual no contexto competitivo da vida social .
Em roedores, particularmente em ratos, o grooming recíproco também demonstra padrões claros de cooperação baseada em memória social e apoio prévio. Estudos destacam que ratos são capazes de ajustar o nível de grooming ou auxílio na obtenção e compartilhamento de alimentos com base em interações anteriores, indicando um tipo de contabilidade social. Essas observações fortalecem a ideia de que o altruísmo recíproco não é exclusivo de primatas e pode estar amplamente distribuído entre animais sociais.
Dessa forma, o grooming social representa não apenas um comportamento adaptativo com funções fisiológicas, mas também uma ferramenta de negociação sofisticada, provavelmente moldada por pressões seletivas que favorecem a cooperação entre indivíduos que compartilham um histórico de interação confiável.

### Aspectos Hormonais
A prática do grooming tem efeitos fisiológicos aparentemente benéficos, especialmente no que se refere à regulação hormonal associada ao alívio do estresse e à socialidade. Em primatas, por exemplo, já foi amplamente demonstrado que o grooming social leva à redução significativa dos níveis de cortisol, o principal hormônio associado ao estresse, tanto em quem recebe quanto em quem realiza o grooming. Essa modulação do eixo hipotálamo-hipófise-adrenal sugere que o grooming atua como uma forma de regulação emocional e fisiológica. 
Além da redução do cortisol, o grooming promove a liberação de ocitocina, um neuropeptídeo associado à formação de vínculos afetivos, confiança e empatia. Estudos com macacos, bem como com outros mamíferos sociais como cães, cavalos e roedores, indicam que o toque social envolvido no grooming ativa circuitos oxitocinérgicos, fortalecendo os laços sociais entre os indivíduos envolvidos. Esse mecanismo é importante na manutenção de relações de longo prazo, como alianças entre primatas ou vínculos afetivos entre humanos e animais domesticados.
Além disso, libera ocitocina e beta-endorfinas, promovendo vínculo e bem-estar. 
No contexto interespecífico, como nas relações entre peixes-limpadores e seus clientes ou entre humanos e animais domesticados (como cães e gatos), efeitos semelhantes têm sido sugeridos. Por exemplo, interações afetuosas e de cuidado entre humanos e animais têm sido associadas à diminuição de cortisol e ao aumento de ocitocina em ambas as espécies, uma evidência de que o grooming transcende a barreira das espécies como ferramenta de comunicação afetiva e regulação neuroendócrina. 
Portanto, os benefícios hormonais do grooming vão muito além da higiene física: eles envolvem a regulação do estresse, o fortalecimento dos vínculos sociais e o suporte à saúde mental e emocional. Essa base hormonal explica por que o grooming é um comportamento tão ubíquo, conservado e adaptativo ao longo da evolução dos animais sociais.

## Controle de Parasitas
A função primordial do grooming em animais é, de fato, higiênica, estando diretamente relacionada à remoção de ectoparasitas como carrapatos, pulgas, piolhos e ácaros, além de sujeira e células mortas. Em bovinos, estudos demonstram que indivíduos que participam mais frequentemente de interações de catação, seja auto ou alocatação, apresentam menor carga parasitária cutânea, o que reduz o risco de infecções secundárias. 
Esse benefício não se restringe aos bovinos. Em primatas, como macacos-prego e babuínos, a catação higiênica permite alcançar áreas do corpo de difícil acesso, como a cabeça e a região dorsal, contribuindo para o controle de parasitas hematófagos. Em aves, como o pássaro-pica-boi, a remoção de parasitas em grandes mamíferos é um exemplo clássico de mutualismo interespecífico com função higiênica evidente. Em roedores, como ratos e camundongos, o grooming inclui a limpeza meticulosa das patas, focinho e pelos, sendo essencial para a manutenção da saúde em ambientes confinados. Já em insetos, como formigas e abelhas, a auto e alocatação são fundamentais para a remoção de fungos, ácaros e esporos patogênicos, além de manter o bom funcionamento das antenas e receptores sensoriais que são essenciais para navegação e comunicação química. 
Além do efeito direto sobre a saúde individual, a função higiênica da catação pode ter impacto coletivo, reduzindo a transmissão de parasitas dentro de grupos sociais e atuando como barreira comportamental contra surtos parasitários. Assim, a catação representa um comportamento adaptativo com implicações ecológicas importantes, especialmente em ambientes onde a densidade populacional ou as condições sanitárias favorecem o acúmulo de ectoparasitas.

## Uso de Ferramentas
Embora o grooming seja amplamente realizado por meio de partes do corpo como mãos, patas, boca ou antenas, o uso de ferramentas para grooming é uma ocorrência rara e cognitivamente sofisticada, observada principalmente em primatas, mas com registros isolados em outros grupos.
Entre os primatas, os chimpanzés são os exemplos mais conhecidos: eles utilizam galhos ou gravetos modificados para limpar os próprios dentes, orelhas e até remover parasitas de si mesmos ou de outros indivíduos. Macacos-prego, por sua vez, já foram observados usando fragmentos de casca e pedras para friccionar partes do corpo com finalidades possivelmente relacionadas à higiene ou alívio de coceiras.
Em aves, o uso de ferramentas é raríssimo no contexto de grooming, mas já foi documentado em corvos e papagaios, que usam pequenos objetos para coçar a cabeça ou as costas, que correspondem a regiões de difícil alcance.

No caso de mamíferos, tanto terrestres quanto marinhos, embora o grooming seja comum, não há evidências robustas de uso deliberado de ferramentas, embora alguns indivíduos usem estruturas do ambiente, como troncos ou pedras, para se esfregar, o que pode representar uma forma rudimentar de ferramenta passiva.